# Mizija
Mizija (bułg. Мизия) – miasto w północnej Bułgarii, w obwodzie Wraca, siedziba administracyjna gminy Mizija.